# Westfield (New York)
Westfield è un comune degli Stati Uniti d'America, situato nello stato di New York, nella contea di Chautauqua.